# Charles Lloyd
Charles Lloyd, född 15 mars 1938 i Memphis, Tennessee, är en amerikansk jazzmusiker som spelar olika instrument, oftast tenorsaxofon eller flöjt.

## Biografi
Lloyd fick tidigt kontakt med dess rika musikliv, där han lärde sig uppskatta jazzmusiken. Som 9-åring började han spela saxofon och fick lektioner av pianisten Phineas Newborn. Lloyd kom att medverka i olika bluesband: BB King, Howlin Wolf med flera. 
1956 tog han i Los Angeles en musikexamen vid University of Southern California. Han spelade i ett storband med Gerald Wilson. Bandet var känt för att spela "kammarjazz", men hans inflytande som kompositör tog fart i progressiv riktning. 1964 lämnade han gruppen för att spela med altsaxofonisten Cannonball Adderley. Han spelade med unga musiker, bland andra Herbie Hancock, Ron Carter och Tony Williams. 
1966-1968 ledde Lloyd en kvartett med pianisten Keith Jarrett, basisten Cecil McBee (senare Ron McClure) och trummisen Jack DeJohnette. Kvartettens musik var en intressant blandning av utvecklad bop, frijazz och soul. Albumet Forest Flower blev en stor kommersiell framgång, till stor del tack vare titelspåret. Andra intressanta album innehåller Dream Weaver och Love-In. 
1968, sedan kvartettens lagts ner, blev Lloyd ett slags delpensionär. Trots inspelning av flera album under 1970-talet, försvann han nästan från jazzscenen. Under 1970-talet arbetade han en hel del med The Beach Boys, såväl i studioinspelningar som under deras turnéer. 